# Стелла (монета)
Стелла (англ. Stella) — американская золотая монета, равная 4 долларам, первоначально чеканившаяся как универсальное платёжное средство, конвертируемое со всеми валютами в мире.
Существует два различных дизайна аверса монеты, на котором помещено персонифицированное изображение Свободы. В одном варианте, разработанном Чарльзом Барбером, Свобода с распущенными волосами, а в другом варианте, разработанном Джорджем Морганом, Свобода с завитыми волосами. Чаще встречается первый вариант монеты.

## История

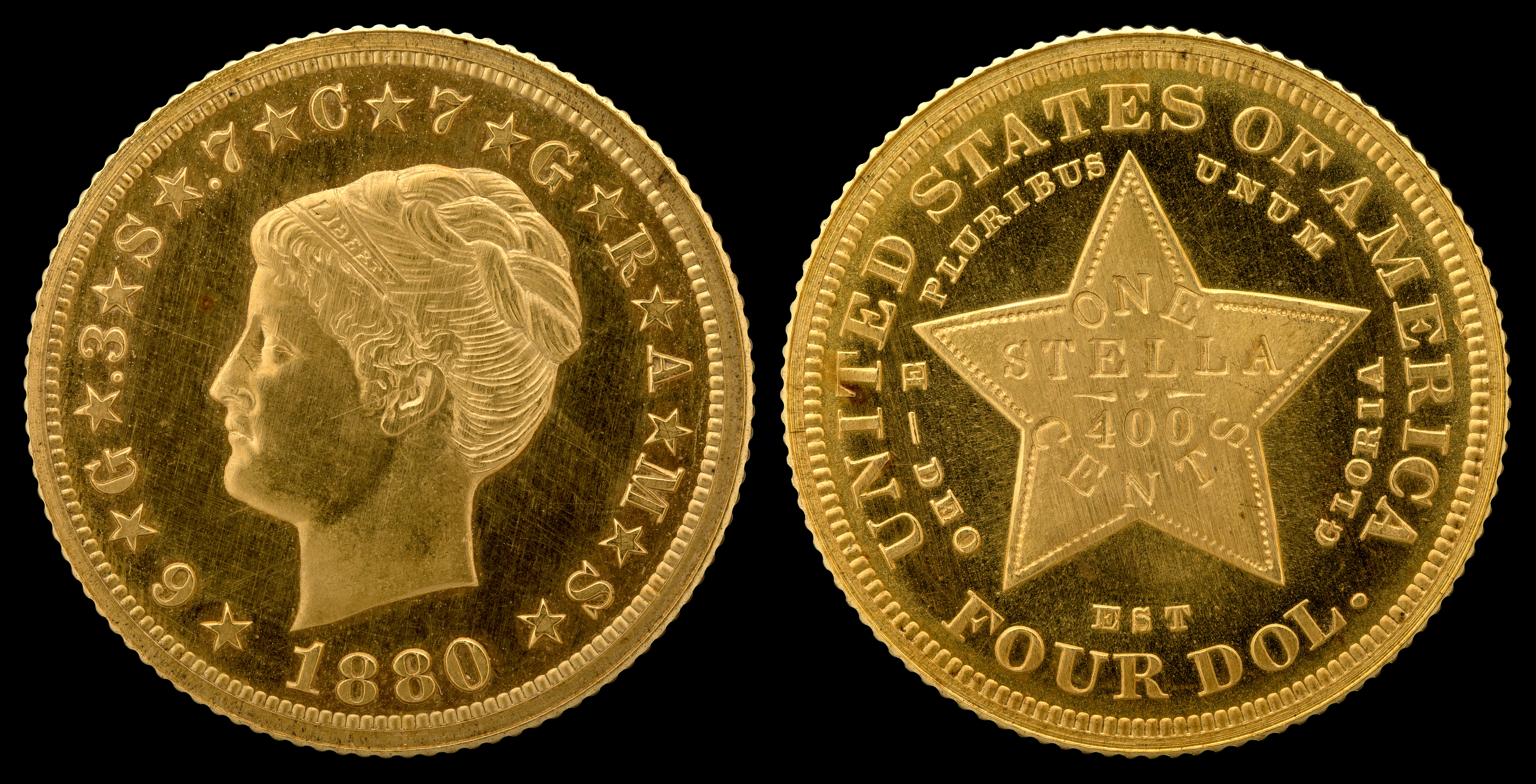
Вариант «с завитыми волосами».

Стелла являлась пробной монетой, выпущенной для исследования возможности присоединения США к Латинскому валютному союзу, но этот проект был отвергнут Конгрессом США. Монета чеканилась в 1879 и 1880 году по настоянию Джона Кэссона, бывшего председателя комитета мер, весов и монет США. Стелла должна была содержать такое же количество драгоценного металла, как в стандартной монете латинского валютного союза наполеондоре, чеканившемся во Франции, Швейцарии и других странах этого союза. Тем не менее, состав стеллы не совсем точно совпадал с монетой валютного союза: общая масса была 7 грамм вместо 6,45; содержание золота было 6 грамм вместо 5,81 и его проба была 857,1 вместо 900.
Оба варианта дизайна стеллы, с распущенными волосами и завитыми, содержали одну и ту же надпись: «★6★G★.3★S★.7★C★7★G★R★A★M★S★» (использовался пятиконечный вариант глифа ★), указывающую на содержание металлов в монете и дату. На реверсе в центре помещена звезда (англ. stella) в которой указан номинал монеты «ONE STELLA» и «400 CENTS», ниже звезды также помещена надпись, указывающая на номинал монеты «FOUR DOL.». На легенде реверса расположена надпись «UNITED STATES OF AMERICA», а также «E PLURIBUS UNUM» и «DEO EST GLORIA».
После отклонения Конгрессом присоединения к Латинскому валютному союзу и проекта самой монеты, несколько сотен уже отчеканенных экземпляров с дизайном Барбера были проданы конгрессмену по цене себестоимости продукции. Позже на этой почве разразился скандал, когда стало известно, что некоторые из монет в конечном итоге стали ювелирными украшениями у мадам, управляющих некоторыми печально известными борделями Вашингтона.
Также в 1879 году было выпущено пять образцов с рисунком пятиконечной стеллы, номиналом монет в 20 долларов. Эти видоизменённые монеты использовали бюст Свободы с монет двойной орёл на аверсе и надпись «★30★G★1.5★S★3.5★C★35★G★R★A★M★S★» с девизом IN GOD WE TRUST, заменив слова DEO EST GLORIA на реверсе.
Всего было выпущено 425 экземпляров стеллы. Наиболее редкими являются монеты 1880 года чеканки, известны 25 экземпляров таких монет.